# Vera Rich

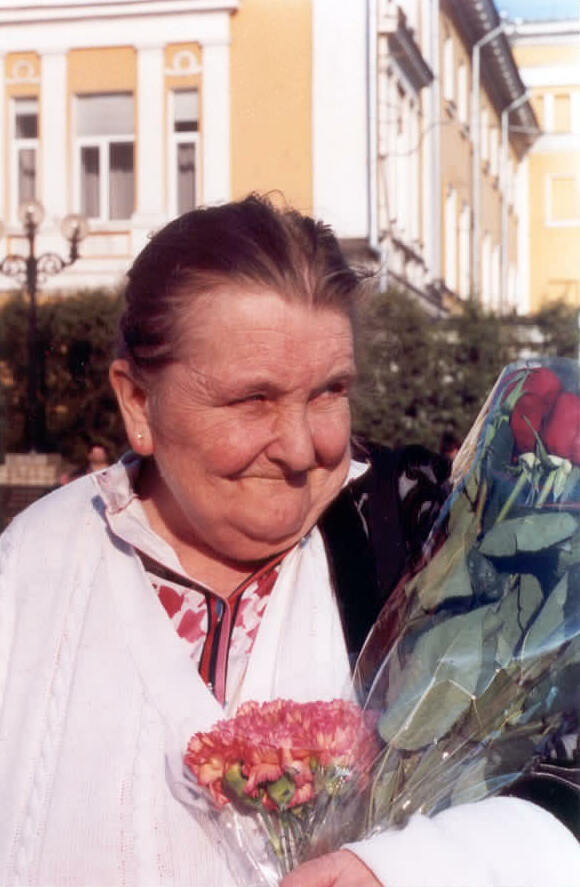
Vera Rich, 2006

Vera Rich, eigentlich Faith Elizabeth Joan Rich (* 24. April 1936 in London; † 20. Dezember 2009 ebenda) war eine britische Dichterin, Journalistin und Übersetzerin aus dem Belarussischen und Ukrainischen.

## Leben
Sie wurde im April 1936 in London geboren und studierte am St Hilda’s College der University of Oxford und am Bedford College in London. 1953, im Alter von 17 Jahren lernte sie nach eigenem Bericht über die belarussische unierte katholische Kirche erst die belarussische und dann ukrainische Sprache und Dichtung kennen, die sie lernte und die sie für ihr weiteres Leben prägen sollten. 1959 erregte ihre eigene Lyrik die Aufmerksamkeit der Redakteure von John O'London's Weekly. Im darauffolgenden Jahr wurde ihre erste Gedichtsammlung, Outlines, privat herausgegeben, erhielt positive Kritiken und war innerhalb von sechs Monaten ausverkauft.
Ihre Übersetzungen der Werke von Taras Schewtschenko, die anlässlich seines hundertjährigen Todes (1961) in Auftrag gegeben wurden, erhielten sowohl im Westen als auch in der sowjetischen Ukraine positive Kritiken. Für diese Arbeit wurde Rich von der Exilorganisation Ukrainian Free Academy of Sciences mit einem „Ehrendiplom für Schewtschenko-Studien“ ausgezeichnet. Um diese Zeit war sie auch im Sekretariat der Anglo-Ukrainian Society engagiert.
Später begann sie, beeinflusst von durch den Exilbischof der belarussischen Kirche, Ceslaus Sipovich, auch belarussische Gedichte zu übersetzen. Ihre erste Übersetzung aus dem Belarussischen war das Gedicht Na čužynie von Janka Kupala. Ihr 1971 erschienenes Like Water, Like Fire wurde zur weltweit ersten Anthologie mit Übersetzungen belarussischer Lyrik in eine westeuropäische Sprache. Später veröffentlichte sie The Images Swarm Free, eine Sammlung von Übersetzungen von Versen prominenter belarussischer Autoren, darunter Ales Harun, Maksim Bahdanowitsch und Źmitrok Biadula. Rich inspirierte eine Reihe anderer Briten wie Alan Flowers, sich für die Förderung der belarussischen Kultur zu engagieren.
Rich war die Gründerin von Manifold, einer Zeitschrift für „neue Poesie“. Sie wurde 1962 ins Leben gerufen und erschien regelmäßig unter ihrer Herausgeberschaft bis Mai 1969, als sie eine Stelle als sowjetische und osteuropäische Korrespondentin für die wissenschaftliche Wochenzeitschrift Nature annahm und die Zeitschrift eingestellt wurde. Zum Zeitpunkt der Einstellung hatte Manifold knapp 900 Abonnenten, fast die Hälfte davon in den USA. 1998 gelang es, Manifold wieder aufleben zu lassen. Insgesamt 49 Ausgaben wurden unter Richs Leitung veröffentlicht. Sie veröffentlichte Originalgedichte in traditionellen und innovativen Stilen, in verschiedenen Varianten des Englischen und – von Zeit zu Zeit – in den wichtigsten europäischen Sprachen sowie Übersetzungen von Gedichten aus weniger bekannten Sprachen.
Die zunächst befristete Tätigkeit bei Nature dauerte mehr als zwanzig Jahre und dehnt sich auf andere Publikationen wie The Lancet aus. Für Nature schrieb sie zum Beispiel über den Missbrauch der Psychiatrie bei der Behandlung politischer Gefangener in der Sowjetunion wie Leonid Pljuschtsch, einem ukrainischen Mathematiker. Nach dem Zerfall der Sowjetunion begann sie, die Ukraine zu besuchen, und ihr Beitrag zur Kultur des Landes führte 2007 zur Verleihung des Ordens der Prinzessin Olga durch ein entsprechendes Dekret des Präsidenten.
Vera Rich starb im Dezember 2009 in London. Ihre Asche wurde in der Ukraine und in der belarussischen Kirche in London beigesetzt.

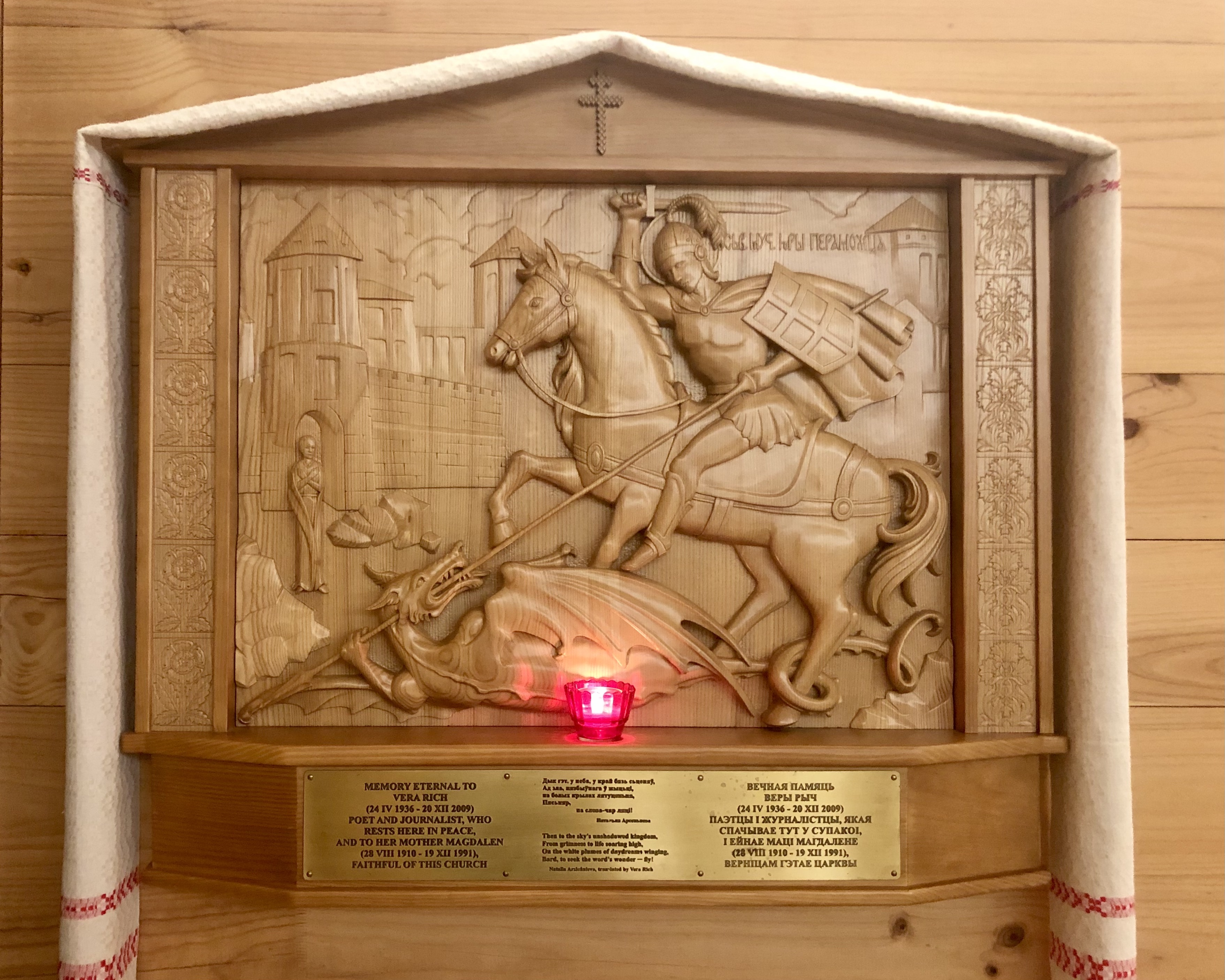
Erinnungstafel an der belarussischen Kirche in London
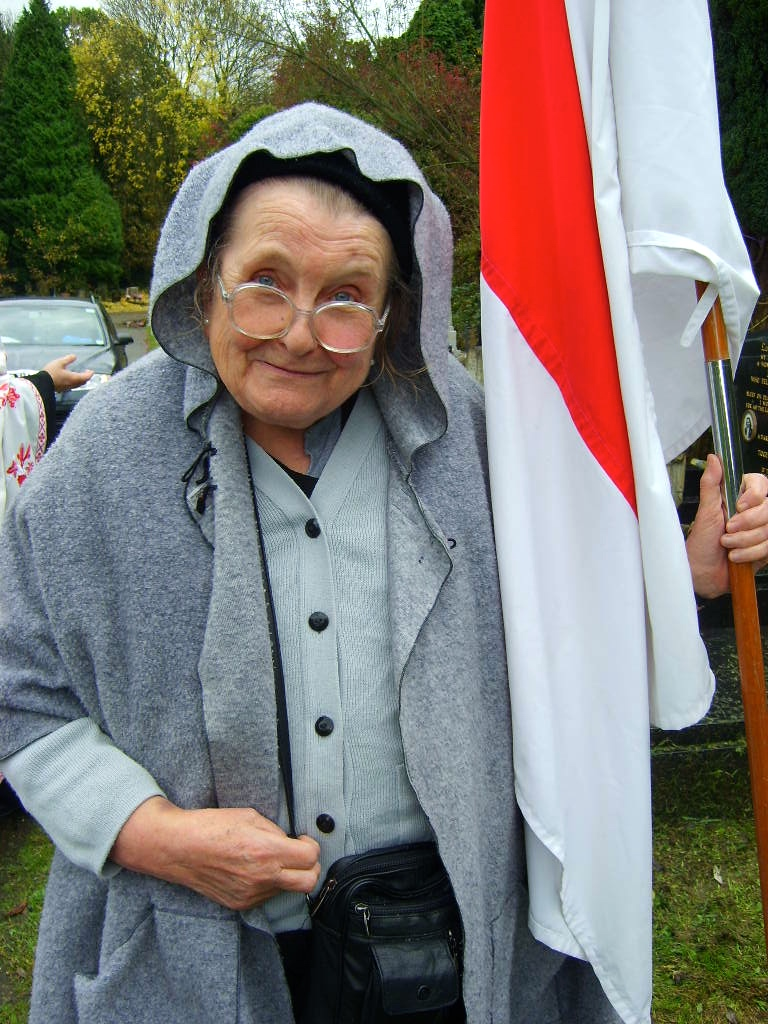
Rich, St Pancras and Islington Cemetery, 2008
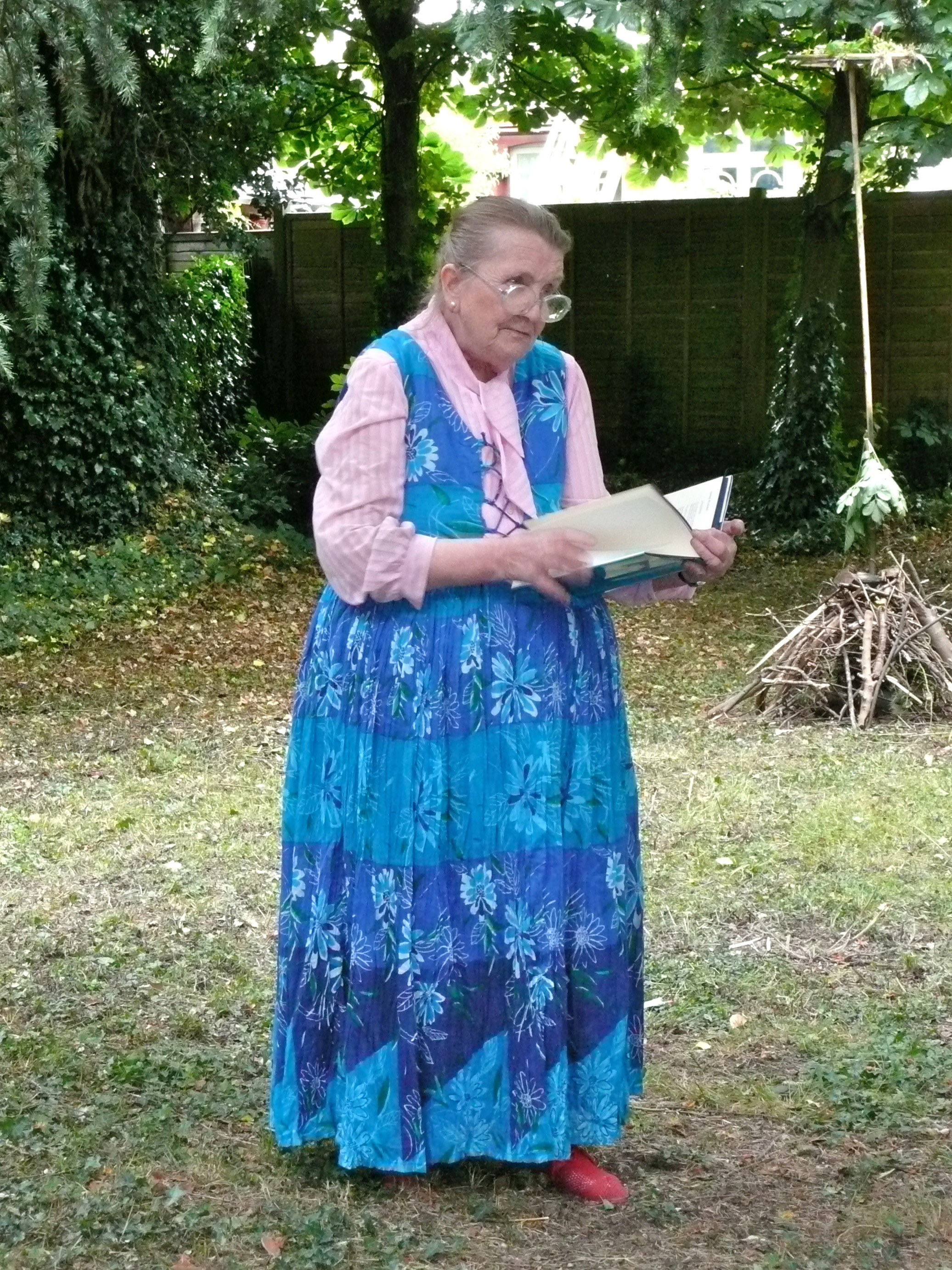
Rich bei einer Lesung aus der Anthologie Like Water, Like Fire, Iwan-Kupala-Tag 2009 in London

## Veröffentlichungen
In ihrer Eigenschaft als Korrespondentin veröffentlichte Rich zahlreiche Artikel, eigene und mit Übersetzungen von Werken aus dem Belarussischen und Ukrainisch in Nature und The Lancet, Index on Censorship, New Scientist, Physics World und anderen Publikationen.
Im Bereich der Literatur und Lyrik veröffentlichte Rich als Autorin, (Mit-)Herausgeberin und/oder Übersetzerin unter anderem:
- Portents and Images: A Collection of Original Verse and Translations, The Mitre Press, London 1963.
- Like water, like fire: Anthology of Byelorussian poetry from 1828 to the present day, George Allen & Unwin, London 1971.
- The images swarm free: A bilingual selection of poetry, The Anglo-Byelorussian Society, London 1982.
- Image of the Jew in Russian literature: The post-Stalin period, Ktav Publishing House, Brooklyn, NY 1984.
- Poems on Liberty. Reflections for Belarus,  Liberty Library, Prag und Washington, D.C. 2004.